# Liste des cantons du Cantal

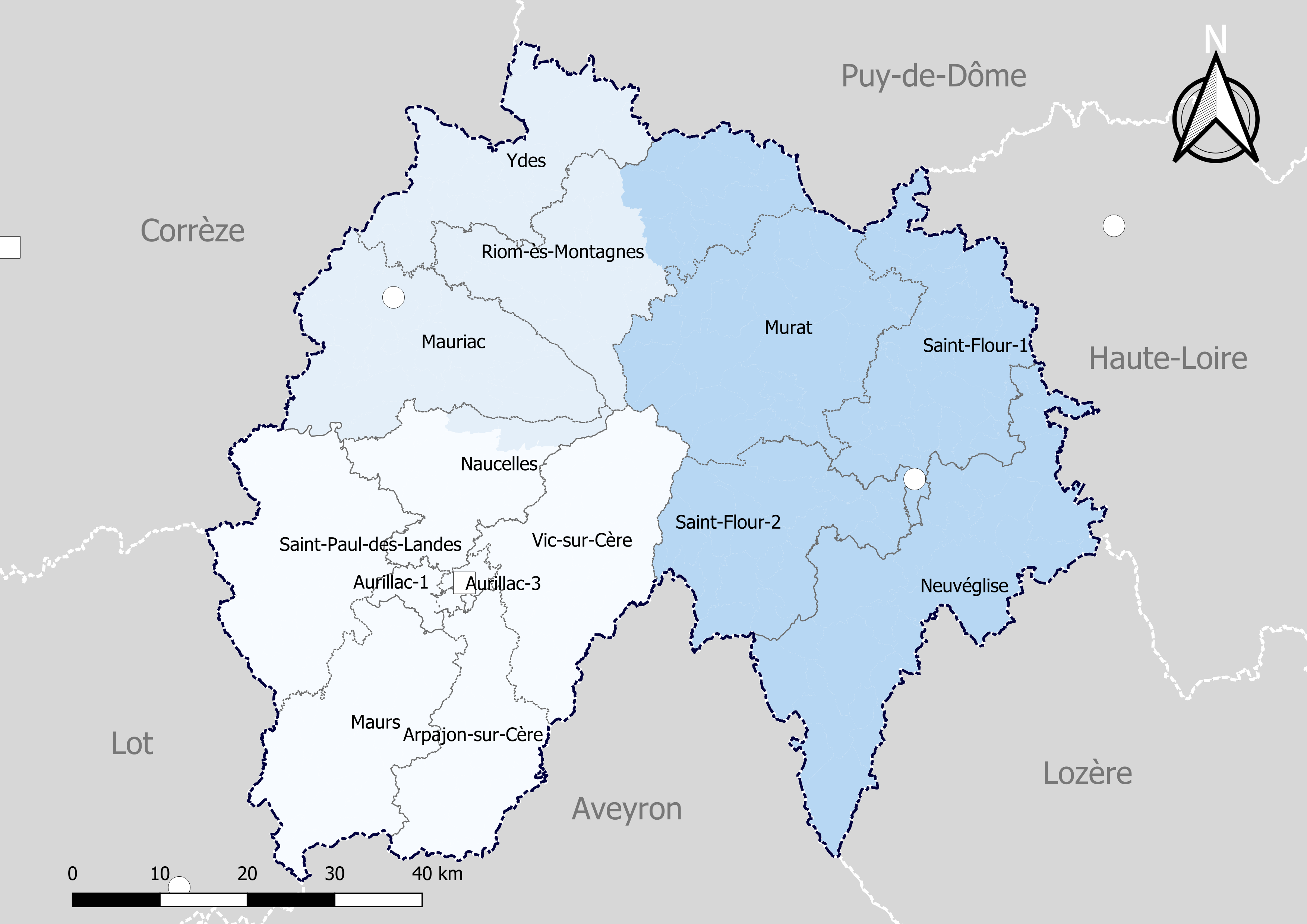
Découpage cantonal du département du Cantal, avec en surimpression les arrondissements (en nuances de bleu) - Carte arrêtée au 1er janvier 2019.

Le département du Cantal compte 15 cantons depuis 2015, à la suite du redécoupage cantonal de 2014.

## Histoire

### Période 1790-2014

#### Découpage cantonal avant 1973
- arrondissement d'Aurillac (8 cantons) :
  - canton d'Aurillac-Nord, canton d'Aurillac-Sud, canton de Laroquebrou, canton de Maurs, canton de Montsalvy, canton de Saint-Cernin, canton de Saint-Mamet-la-Salvetat et canton de Vic-sur-Cère.
- arrondissement de Mauriac (6 cantons) :
  - canton de Champs-sur-Tarentaine-Marchal, canton de Mauriac, canton de Pleaux, canton de Riom-ès-Montagnes, canton de Saignes et canton de Salers.
- arrondissement de Murat (3 cantons jusqu'en 1926, date à laquelle l'arrondissement est réuni avec celui de Saint-Flour)
  - canton d'Allanche, canton de Condat, canton de Murat
- arrondissement de Saint-Flour (6 cantons jusqu'en 1926, puis 9 après la fusion avec l'arrondissement de Murat) :
  - canton de Chaudes-Aigues, canton de Massiac, canton de Pierrefort, canton de Ruynes-en-Margeride, canton de Saint-Flour-Nord et canton de Saint-Flour-Sud.

Pendant cette période, le Cantal compte 23 cantons.

#### Découpage de 1973 à 2014
- En 1973, les cantons d'Aurillac-Nord et d'Aurillac-Sud sont remplacés par les cantons d'Aurillac-I, Aurillac-II, Aurillac-III et Aurillac-IV[1].
- En 1982, le canton d'Aurillac-III  est limité à la fraction d'Aurillac et les autres communes, augmentées de Teissières-lès-Bouliès, constituent le canton d'Arpajon-sur-Cère[2].
- En 1985, le canton d'Aurillac-I est limité à la fraction d'Aurillac et les autres communes constituent le canton de Jussac.

L'arrondissement d'Aurillac compte alors 12 cantons et le département passe de 23 cantons à 27.

### Réforme de 2014
Dans la poursuite de la réforme territoriale engagée en 2010, l'Assemblée nationale adopte définitivement le 17 avril 2013 la réforme du mode de scrutin pour les élections départementales destinée à garantir la parité hommes/femmes. Les lois (loi organique 2013-402 et loi 2013-403) sont promulguées le 17 mai 2013. Un nouveau découpage territorial est défini par décret du 13 février 2014 pour le département du Cantal. Celui-ci entre en vigueur lors du premier renouvellement général des assemblées départementales suivant la publication du décret, soit en mars 2015. Les conseillers départementaux sont élus au scrutin majoritaire binominal mixte. Les électeurs de chaque canton éliront au Conseil départemental, nouvelle appellation des Conseils généraux, deux membres de sexe différent, qui se présenteront en binôme de candidats. Les conseillers départementaux seront élus pour 6 ans au scrutin binominal majoritaire à deux tours, l'accès au second tour nécessitant 10 % des inscrits au 1er tour. En outre la totalité des conseillers départementaux est renouvelée.
Ce nouveau mode de scrutin nécessite un redécoupage des cantons dont le nombre est divisé par deux avec arrondi à l'unité impaire supérieure si ce nombre n'est pas entier impair et avec des conditions de seuils minimaux. Dans le Cantal le nombre de cantons passe ainsi de 27 à 15.
Les critères du remodelage cantonal sont les suivants : le territoire de chaque canton doit être défini sur des bases essentiellement démographiques, le territoire de chaque canton doit être continu et les communes de moins de 3 500 habitants sont entièrement comprises dans le même canton. Il n’est fait référence, ni aux limites des arrondissements, ni à celles des circonscriptions législatives.
Conformément à de multiples décisions du Conseil constitutionnel depuis 1985 et notamment  sa décision n° 2010-618 DC du 9 décembre 2010, il est admis que le principe d’égalité des électeurs au regard des critères démographiques est respecté lorsque le ratio conseiller/habitant de la circonscription est compris dans une fourchette de 20 % de part et d'autre du ratio moyen conseiller/habitant du département. Pour le département du Cantal, la population de référence est la population légale en vigueur au 1er janvier 2013, à savoir la population millésimée 2010, soit 148 162 habitants. Avec 15 cantons la population moyenne par conseiller départemental est de 9 877 habitants. Ainsi la population de chaque nouveau canton doit-elle être comprise entre 7 902 habitants et 11 853 habitants pour respecter le principe de l'égalité citoyenne au vu des critères démographiques.

#### Décret de 2019
À la suite de la création dans le Cantal, à partir de 2015, de plusieurs communes nouvelles, la liste des communes de plusieurs cantons est actualisée et l'un d'entre eux est renommé par un décret en date du 7 novembre 2019.

## Composition actuelle

### Composition détaillée
| N° | Nom du Canton          | Bureau centralisateur  | Population 2022 | Écart /moyenne | Nombre de communes entières | Communes composant le canton |
| -- | ---------------------- | ---------------------- | --------------- | -------------- | --------------------------- | --- |
| 1  | Arpajon-sur-Cère       | Arpajon-sur-Cère       | 11 249          | 1,15           | 14                          | Arpajon-sur-Cère, Cassaniouze, Junhac, Labesserette, Lacapelle-del-Fraisse, Ladinhac, Lafeuillade-en-Vézie, Lapeyrugue, Leucamp, Montsalvy, Prunet, Sansac-Veinazès, Sénezergues, Vieillevie. |
| 2  | Aurillac-1             | Aurillac               | 10 377          |                | 1 + fraction Aurillac       | 1° La commune d'Ytrac. 2° La partie de la commune d'Aurillac située à l'ouest d'une ligne définie par l'axe des voies et limites suivantes : depuis la limite territoriale de la commune d'Ytrac, chemin d'Antuejoul, chemin des Remparts, rue de Pesteils, route de Belbex, rue Jean-Moulin, place du 8-Mai-1945, ligne de chemin de fer reliant Ytrac à Clermont-Ferrand, passerelle reliant la rue François-Maynard à la rue du Ceyla, chemin de Berthou, rue de la Montade, avenue des Volontaires, boulevard de Verdun, avenue du Plomb-du-Cantal, rue Léon-Blum, rue Victor-Jara, ligne perpendiculaire jusqu'à la rue Maurice-Ravel entre le 10 et le 16, rue Maurice-Ravel, rue Georges-Clemenceau, boulevard de Canteloube, rue de Marmiesse, rue de Baradel, chemin du Bousquet, chemin de Marmiers, jusqu'à la limite territoriale de la commune d'Arpajon-sur-Cère.                                                    |
| 3  | Aurillac-2             | Aurillac               | 9 828           |                | fraction Aurillac           | Partie de la commune d'Aurillac située à l'est d'une ligne définie par l'axe des voies et limites suivantes : depuis la limite territoriale de la commune d'Ytrac, chemin d'Antuejoul, chemin des Remparts, rue de Pesteils, route de Belbex, rue Gaston-Maumy, avenue de la Liberté (route départementale 120), rue Croix-du-Vialenc, rue Loucheur, rue du Docteur-Michel, rue Ribot, boulevard Louis-Dauzier, boulevard Eugène-Linthilhac, place d'Aurinques, rue du Président-Delzons, place du Square, avenue Gambetta, cours de la Jordanne, rue du Pont-d'Aliès, pont Pierre-Marty, cours de la Jordanne, rue Pierre-Marty, rue de Clairvivre, promenade, rue de la Jordanne, ligne droite perpendiculaire à la rue de la Jordanne partant entre le 10 et le 12 jusqu'à la ligne de chemin de fer, ligne de chemin de fer reliant Ytrac à Clermont-Ferrand, jusqu'à la limite territoriale de la commune d'Arpajon-sur-Cère. |
| 4  | Aurillac-3             | Aurillac               | 10 300          |                | fraction Aurillac           | Partie de la commune d'Aurillac non incluse dans les cantons d'Aurillac-1 et d'Aurillac-2. |
| 5  | Mauriac                | Mauriac                | 10 540          | 1,16           | 20                          | Ally, Anglards-de-Salers, Barriac-les-Bosquets, Brageac, Chalvignac, Chaussenac, Drugeac, Escorailles, Le Fau, Fontanges, Mauriac, Pleaux, Saint-Bonnet-de-Salers, Saint-Martin-Cantalès, Saint-Martin-Valmeroux, Saint-Paul-de-Salers, Sainte-Eulalie, Salers, Salins, Le Vigean. |
| 6  | Maurs                  | Maurs                  | 11 322          | 1,11           | 18                          | Boisset, Leynhac, Marcolès, Maurs, Montmurat, Puycapel, Quézac, Roannes-Saint-Mary, Rouziers, Saint-Antoine, Saint-Constant-Fournoulès, Saint-Étienne-de-Maurs, Saint-Julien-de-Toursac, Saint-Mamet-la-Salvetat, Saint-Santin-de-Maurs, Sansac-de-Marmiesse, Le Trioulou, Vitrac. |
| 7  | Murat                  | Murat                  | 7 664           | 0,88           | 26                          | Albepierre-Bredons, Allanche, Celles, Chalinargues, La Chapelle-d'Alagnon, Charmensac, Chavagnac, Cheylade, Le Claux, Dienne, Joursac, Landeyrat, Laveissenet, Laveissière, Lavigerie, Murat, Neussargues-Moissac, Peyrusse, Pradiers, Saint-Saturnin, Sainte-Anastasie, Ségur-les-Villas, Ussel, Vernols, Vèze, Virargues. |
| 8  | Naucelles              | Naucelles              | 10 381          | 0,99           | 16                          | Besse, Crandelles, Freix-Anglards, Girgols, Jussac, Laroquevieille, Marmanhac, Naucelles, Reilhac, Saint-Cernin, Saint-Chamant, Saint-Cirgues-de-Malbert, Saint-Illide, Saint-Projet-de-Salers, Teissières-de-Cornet, Tournemire. |
| 9  | Neuvéglise-sur-Truyère | Neuvéglise-sur-Truyère | 8 578           | 0,84           | 27                          | Alleuze, Anglards-de-Saint-Flour, Anterrieux, Celoux, Chaliers, Chaudes-Aigues, Chazelles, Clavières, Deux-Verges, Espinasse, Fridefont, Jabrun, Lieutadès, Lorcières, Maurines, Neuvéglise-sur-Truyère, Rageade, Ruynes-en-Margeride, Saint-Georges, Saint-Martial, Saint-Rémy-de-Chaudes-Aigues, Saint-Urcize, Soulages, La Trinitat, Vabres, Val d'Arcomie, Védrines-Saint-Loup. |
| 10 | Riom-ès-Montagnes      | Riom-ès-Montagnes      | 7 464           | 0,82           | 23                          | Apchon, Auzers, Chanterelle, Collandres, Condat, Le Falgoux, Lugarde, Marcenat, Marchastel, Méallet, Menet, Montboudif, Montgreleix, Moussages, Riom-ès-Montagnes, Saint-Amandin, Saint-Bonnet-de-Condat, Saint-Étienne-de-Chomeil, Saint-Hippolyte, Saint-Vincent-de-Salers, Trizac, Valette, Le Vaulmier. |
| 11 | Saint-Flour-1          | Saint-Flour            | 8 830           |                | 23 + fraction Saint-Flour   | 1° Les communes suivantes : Andelat, Auriac-l'Église, Bonnac, La Chapelle-Laurent, Coltines, Coren, Ferrières-Saint-Mary, Lastic, Laurie, Leyvaux, Massiac, Mentières, Molèdes, Molompize, Montchamp, Rézentières, Roffiac, Saint-Mary-le-Plain, Saint-Poncy, Talizat, Tiviers, Valjouze, Vieillespesse. 2° La partie de la commune de Saint-Flour située à l'est d'une ligne définie par l'axe des voies et limites suivantes : depuis la limite territoriale de la commune d'Andelat, ligne de chemin de fer Saint-Flour-Chaudes-Aigues, avenue de Clermont-Ferrand, avenue du 11-Novembre, avenue de Verdun, route départementale 10, jusqu'à la limite territoriale de la commune de Villedieu. |
| 12 | Saint-Flour-2          | Saint-Flour            | 9 185           |                | 16 + fraction Saint-Flour   | 1° Les communes suivantes : Brezons, Cézens, Cussac, Gourdièges, Lacapelle-Barrès, Malbo, Narnhac, Paulhac, Paulhenc, Pierrefort, Saint-Martin-sous-Vigouroux, Sainte-Marie, Tanavelle, Les Ternes, Valuéjols, Villedieu. 2° La partie de la commune de Saint-Flour non incluse dans le canton de Saint-Flour-1. |
| 13 | Saint-Paul-des-Landes  | Saint-Paul-des-Landes  | 8 616           | 0,85           | 22                          | Arnac, Ayrens, Cayrols, Cros-de-Montvert, Glénat, Lacapelle-Viescamp, Laroquebrou, Montvert, Nieudan, Omps, Parlan, Rouffiac, Le Rouget-Pers, Roumégoux, Saint-Étienne-Cantalès, Saint-Gérons, Saint-Paul-des-Landes, Saint-Santin-Cantalès, Saint-Saury, Saint-Victor, La Ségalassière, Siran. |
| 14 | Vic-sur-Cère           | Vic-sur-Cère           | 11 105          | 1,1            | 23                          | Badailhac, Carlat, Cros-de-Ronesque, Giou-de-Mamou, Jou-sous-Monjou, Labrousse, Lascelle, Mandailles-Saint-Julien, Pailherols, Polminhac, Raulhac, Saint-Cirgues-de-Jordanne, Saint-Clément, Saint-Étienne-de-Carlat, Saint-Jacques-des-Blats, Saint-Simon, Teissières-lès-Bouliès, Thiézac, Velzic, Vézac, Vezels-Roussy, Vic-sur-Cère, Yolet. |
| 15 | Ydes                   | Ydes                   | 8 960           | 0,95           | 19                          | Antignac, Arches, Bassignac, Beaulieu, Champagnac, Champs-sur-Tarentaine-Marchal, Jaleyrac, Lanobre, Madic, La Monselie, Le Monteil, Saignes, Saint-Pierre, Sauvat, Sourniac, Trémouille, Vebret, Veyrières, Ydes. |
|    |                        |                        | 148 162         |                | 246                         | |

### Répartition par arrondissement
Contrairement à l'ancien découpage où chaque canton était inclus à l'intérieur d'un seul arrondissement, le nouveau découpage territorial s'affranchit des limites des arrondissements. Certains cantons peuvent être composés de communes appartenant à des arrondissements différents. Dans le département du Cantal, c'est le cas de deux cantons, Naucelles et Riom-ès-Montagnes.
Le tableau suivant présente la répartition par arrondissement :
| N° | Canton                 | Aurillac              | Mauriac | Saint-Flour               | Total                     |
| -- | ---------------------- | --------------------- | ------- | ------------------------- | ------------------------- |
| 1  | Arpajon-sur-Cère       | 14                    |         |                           | 14                        |
| 2  | Aurillac-1             | 1 + fraction Aurillac |         |                           | 1 + fraction Aurillac     |
| 3  | Aurillac-2             | fraction Aurillac     |         |                           | fraction Aurillac         |
| 4  | Aurillac-3             | fraction Aurillac     |         |                           | fraction Aurillac         |
| 5  | Mauriac                |                       | 20      |                           | 20                        |
| 6  | Maurs                  | 18                    |         |                           | 18                        |
| 7  | Murat                  |                       |         | 26                        | 26                        |
| 8  | Naucelles              | 14                    | 2       |                           | 16                        |
| 9  | Neuvéglise-sur-Truyère |                       |         | 27                        | 27                        |
| 10 | Riom-ès-Montagnes      |                       | 14      | 9                         | 23                        |
| 11 | Saint-Flour-1          |                       |         | 23 + fraction Saint-Flour | 23 + fraction Saint-Flour |
| 12 | Saint-Flour-2          |                       |         | 16 + fraction Saint-Flour | 16 + fraction Saint-Flour |
| 13 | Saint-Paul-des-Landes  | 22                    |         |                           | 22                        |
| 14 | Vic-sur-Cère           | 23                    |         |                           | 23                        |
| 15 | Ydes                   |                       | 19      |                           | 19                        |
|    |                        | 93                    | 55      | 102                       | 250                       |